# Перевалкове (заповідне урочище)
Перева́лкове — заповідне урочище, розташоване неподалік від села Березова Лука Гадяцького району Полтавської області. Було створене відповідно до постанови Полтавської облради № 74 від 17 квітня 1992 року.

## Загальні відомості
Землекористувачем є ДП «Миргородський лісгосп», Комишнянське лісництво, квартали 201, 202 (без вид. 18, 23, 24), площа — 112 гектарів. Розташоване на південь від села Березова Лука Гадяцького району.
Урочище створене з метою збереження лісових широколистяних масивів на заплаві річки Хорол із переважанням угруповань кленово-липово-дубових та вільхових лісів із типовими флорою та фауною. Осередок збереження рідкісних видів рослин (5) та тварин (24).